# Junco dels volcans
El junco dels volcans (Junco vulcani) és un ocell de la família dels passerèl·lids (Passerellidae).

## Descripció
És un ocell amb un aspecte una mica demoníac perquè li destaca l'ull groc contra la cara negra. El llom és marró amb ratlles negres, el bec rosa pàl·lid.

## Distribució i hàbitat
La distribució és molt limitada només a Costa Rica i l'extrem oest de Panamà. Es localitza en hàbitats oberts d'alta muntanya, generalment per sobre dels 3000 m, però localment fins als 2500 m. Sovint és a terra o en petits arbustos, generalment en parelles o en petits grups.